# Pfuri, Gorps & Kniri

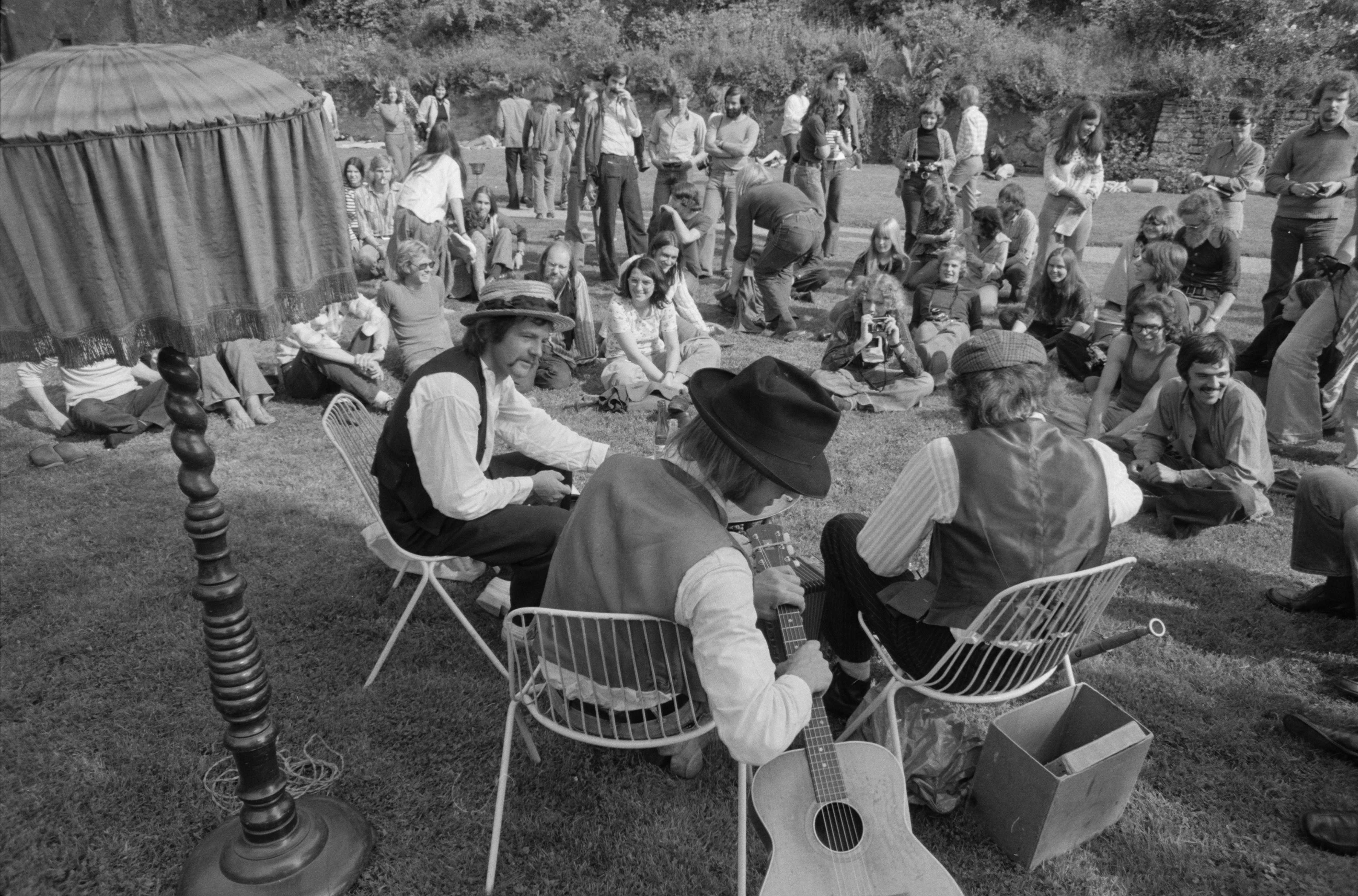
Pfuri, Gorps und Kniri 1975 beim Folkfestival Lenzburg

Pfuri, Gorps & Kniri war eine international bekannte Blues/Folk-Band aus der Schweiz.

## Werdegang
Sie wurde 1974 gegründet. Die Mitglieder hiessen Pfuri Baldenweg, Anthony «Gorps» Fischer (1947–2000) und Peter «Kniri» Knaus. Das Markenzeichen der Band war das Musizieren mit Alltagsgegenständen wie Rasenmähern, Abfallkübeln, Plastiksäcken, Mausefallen und Gartenschläuchen. Das ergab einen unverkennbaren Sound und war auch ein Fingerzeig auf unsere Wegwerfgesellschaft. Das Trio spielte eigene Hits sowie Neuinterpretationen von alten Blues- und Folksongs. 
Die Gruppe trat 1978 beim Roskilde-Festival sowie 1977 und 1979 beim Montreux Jazz Festival auf. Ausserdem nahm sie mit Peter, Sue & Marc am Eurovision Song Contest 1979 teil, wo sie mit Trödler & Co den zehnten Platz belegte. Die Band wurde neben ihren Live-Konzerten auch durch TV-Auftritte bei bekannten Sendungen wie der Peter Alexander Show, Bio’s Bahnhof, Rose d’Or und 1, 2 oder 3 bekannt. 1981 führte die anhaltende Popularität zur Produktion des deutschen Spielfilmes «Pfuri, Gorps & Kniri im Hotel».

## Diskografie
Alben
- Leiff, 1976
- Montreux Live, 1977
- Sack ’n’ Roll, 1980

Singles
- Trödler & Co / Groovy Musik mit Peter, Sue & Marc, 1979
- Camping / Der Rasenmäher, 1979
- Cash Box / My Old Mowin’ Machine, 1980